# Oktawiusz, Salwator i Adwentor
Oktawiusz, Salwator i Adwentor, łac. Octavius, Adventor et Solutor (zm. ok. 297 w Turynie) – rzymscy żołnierze legendarnej Legii Tebańskiej, męczennicy chrześcijańscy, święci Kościoła katolickiego.
Po decymacji Legionu w Agaunum, dzis. Saint-Maurice, przez Maksymiana niewielu żołnierzom udało się zbiec z miejsca pogromu. Oktawiusz, Salwator i Adwentor ukryli się w Turynie. Oktawiusz i Adwentor zostali jednak pojmani przez prześladowców chrześcijan i tam straceni przez ścięcie mieczem. Salwatorowi udało się uciec, ale ostatecznie został pojmany w pobliżu Ivrea i również ścięty.
Według wizji z ok. 1844 św. Jana Bosco, Matka Boska wskazała miejsce śmierci Oktawiusza i Adwentora - w miejscu tym stanęła Bazylika Matki Bożej Wspomożycielki w Turynie.
Ich wspomnienie liturgiczne obchodzone jest 20 listopada na pamiątkę przeniesienia relikwii.
Kult świętych sięga V wieku, co poświadczył św. Ennodiusz z Pawii (+521) odwiedzając miejscową bazylikę ku czci męczenników (wł. Chiesa dei Santi Martiri Torino).